# Anton von Oertzen
Ernst Carl Anton von Oertzen (* 7. November 1836 in Roggow; † 28. Februar 1911 in Rostock) war Oberforstmeister und Mitglied des Deutschen Reichstags.

## Leben
Oertzen war ein nachgeborener Sohn des Wilhelm Detlof von Oertzen-Roggow (* 1806; † 1849) und der Eleonore von Klitzing-Demerthin (* 1811; † 1889). Er hatte mehrere Brüder, u. a. Fortunatus von Oertzen. Roggow als Stammgut erhielt zunächst der älteste Bruder Helmuth von Oertzen (* 1833; † 1909). Gut Käselow erbte der Bruder Henning von Oertzen (* 1834; † 1900). Der Bruder Sievert von Oertzen (* 1838; † 1897) lebte mit seiner Frau und den Töchtern in New York. Kuno von Oertzen (* 1846; † 1913) als jüngster Bruder war mehrfach verheiratet.
Oertzen besuchte Schulen in Zerbst, Rostock, Ratzeburg, Wismar, Quedlinburg, Eutin, Parchim, die Akademien Eberswalde und Tharandt. Er wurde Forstmeister in Lübz und erwarb 1861 das Gut Neu-Garz. Am 5. Juli 1878 heiratete er in Güstrow Bertha Luise Elisabeth von Lowtzow (* 17. Februar 1854 in Rostock; † 31. August 1918 in Rostock), mit der er eine Tochter Anna (* 1881; † 1959) hatte, die als Johanniterschwester tätig war. Helmuth von Oertzen war ein Sohn des Paares.
Von 1887 bis 1890 war er Mitglied des Deutschen Reichstags für den Reichstagswahlkreis Großherzogtum Mecklenburg-Schwerin 3 (Parchim, Ludwigslust) und die Deutschkonservative Partei.